# Franse parlementsverkiezingen 2017

Verdeling per kiesdistrict inclusief in overzeese gebieden en voor in het buitenland wonende Fransen

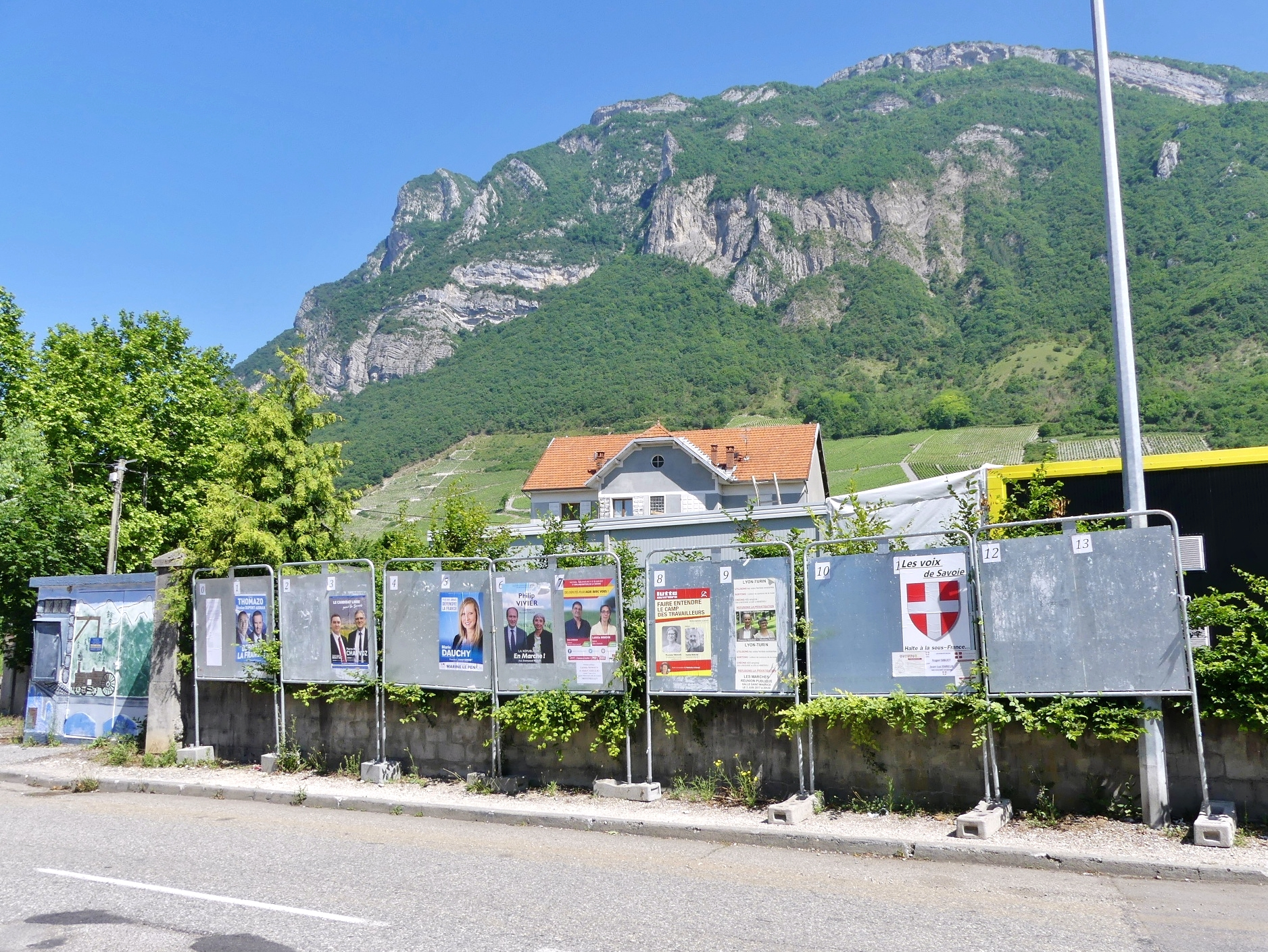
Verkiezingsposters in Savoie

De twee ronden van de Franse parlementsverkiezingen van 2017 vonden plaats op zondag 11 juni 2017, de eerste stemronde, en zondag 18 juni 2022, de tweede stemronde. De 577 volksvertegenwoordigers in de Nationale Vergadering (Assemblée nationale) werden tijdens deze wetgevende verkiezingen gekozen voor de 15e legislatuur van de Vijfde Republiek.
De parlementsverkiezingen in Frankrijk zijn sinds het begin van de 21e eeuw enkele weken na de presidentsverkiezingen. Tijdens de presidentsverkiezingen van 2017 werd Emmanuel Macron van En marche gekozen in de tweede rond tegen Marine Le Pen van het Front national.
De uitslag van de parlementsverkiezingen betekende een politieke aardverschuiving. De politieke partij En marche, opgericht in april 2016 en hernoemt La République en marche ! (LREM) in mei 2017, deed voor het eerst mee onder de coalitie Majorité présidentielle. Deze coalitie en ondersteuners haalde 351 zetels, terwijl de Parti socialiste en geallieerden 286 zetels verloren. Les Républicains en geallieerden verloren 92 zetels, maar bleven de grootste oppositiefractie in de Nationale Vergadering.

## Uittredende leden
Van de uittredende leden waren er 224 die zich niet meer verkiesbaar stelden. Een aantal onder hen verkozen hun activiteit in hun regio; door het cumulverbod moesten ze kiezen. Dit gold onder meer voor Laurent Wauquiez in Auvergne-Rhône-Alpes, Valérie Pécresse in Île-de-France, Alain Rousset in Nouvelle-Aquitaine en Carole Delga in Occitanie. Onder meer burgemeesters Jean-François Copé (Meaux), Nathalie Appéré (Rennes), Jean Leonetti (Antibes) en Benoist Apparu (Châlons-en-Champagne) wilden zich toeleggen op het bestuur van hun steden.
Anderen namen hun leeftijd in rekening, zoals Noël Mamère, Jean-Marie Le Guen, Bernard Accoyer of Robert Debré. Nog anderen zagen de bui hangen van de opkomende beweging En marche en wilden liever de vernedering van een nederlaag ontlopen, zoals Claude Bartolone, voorzitter van de Nationale Vergadering sinds 2012.

## Eerste ronde
De eerste ronde werd gewonnen door LREM, de partij van president Emmanuel Macron. Weliswaar werd de eerste stembeurt gekenmerkt door een aanzienlijke onthouding: 51,30% van de ingeschreven kiezers kwam niet stemmen.
Vier kandidaten werden rechtstreeks verkozen, drie voorgedragen door La République en marche, een gesteund door dezelfde partij.
Er werden nogmaals 128 uittredende leden uitgeschakeld in de eerste ronde. Dit gold onder meer voor Jean-Christophe Cambadelis, Benoît Hamon, Matthias Fekl, Aurélie Filipetti, Pascale Boistard, Cécile Duflot, Emmanuelle Cosse, Henri Guaino en Rama Yade.

## Tweede ronde
Voor de tweede stemronde bleven de kandidaten als volgt in het strijdperk (voor 572 duels en één strijd tussen drie):
- 454 kandidaten van La République en marche ! (LREM),
- 264 kandidaten van Les Républicains (LR),
- 120 kandidaten van het Front national (FN),
- 67 kandidaten van La France insoumise (LFI),
- 65 kandidaten van de Parti socialiste (PS),
- 62 kandidaten van de Mouvement démocrate (MoDem).

Het opvallende negatieve element was de onthouding, die opliep tot 57,36%.
Er werden 200 uittredende parlementsleden niet herkozen (allen in de tweede ronde), zodat in totaal 424 uittredenden niet meer terugkwamen en derhalve door politiek nieuwkomers werden vervangen.

## Samenstelling
De Assemblée nationale had als eindresultaat de volgende samenstelling:
- meerderheid
  - La République en marche ! (LREM): 308, onder wie Cédric Villani, Benjamin Griveaux, Christophe Castaner, Mounir Mahjoubi, Richard Ferrand, Bruno Le Maire, François de Rugy en Annick Girardin
  - Mouvement démocrate (MoDem): 42, onder wie Marielle de Sarnez
  - diverse ondersteuners: Manuel Valls (die kandidaat was onder de signatuur Divers Gauche)
- oppositie
  - Les Républicains (LR): 112, onder wie Éric Woerth
  - Union des démocrates et indépendants (UDI): 18
  - Parti socialiste (PS): 30, onder wie Stéphane Le Foll
  - Radicaux de gauche (3) en Divers Gauche (12): 15
  - La France insoumise (LFI): 17, onder wie Jean-Luc Mélenchon
  - Communistes (PCF): 10
  - Écologistes: 1
  - Front national (FN): 8, onder wie Marine Le Pen
  - Regionalisten: 5
  - Divers: 3
  - Debout la France: 1 (Nicolas Dupont-Aignan)
  - Divers Droite: 6
  - Extreem rechts: 1

Zes leden van de regering-Philippe I namen deel aan deze verkiezing. Ze werden alle zes verkozen, een voorwaarde om lid van de regering te blijven:
- Annick Girardin (voorheen Radicaux de gauche) verkozen in Saint-Pierre en Miquelon (51,87 % van de stemmen)
- Richard Ferrand (voorheen Parti socialiste) verkozen in Finistère (56,53 % van de stemmen)
- Bruno Le Maire (voorheen Les Républicains) verkozen in Eure (63 % van de stemmen)
- Marielle de Sarnez (MoDem) verkozen in Parijs (63,51 % van de stemmen)
- Christophe Castaner (voorheen Parti socialiste)  verkozen in Alpes-de-Haute-Provence (61,57 % van de stemmen)
- Mounir Mahjoubi (LREM) verkozen in Parijs (51,5 % van de stemmen)

Het was niet de eerste keer dat de verkiezingen een grote tot zeer grote meerderheid opleverden. Voorbeelden:
- voor een rechtse meerderheid:
  - 1968: 394 zetels
  - 1993: 485 zetels
  - 2002: 399 zetels
- voor een linkse meerderheid:
  - 1981: 333 zetels
  - 2012: 345 zetels